# Имри, Меган
Меган Имри (англ. Megan Imrie; род. 14 февраля 1986, Кенора, Онтарио) — канадская биатлонистка, участница олимпийских игр в Ванкувере и в Сочи.

## Биография
Родители Меган владеют конюшней с 40 лошадями. В шесть лет Меган посмотрела чемпионат страны по биатлону, который проходил в её родном городе, и увлеклась этим видом спорта. Вместе с тем, летом она занималась родео, став чемпионом Манитобы среди юниоров в 2001 году. Меган также увлекается бегом на длинные дистанции: марафоном летом и лыжными гонками зимой. Она выиграла чемпионат Манитобы в длинных лыжных гонках в 2000 и 2003 году, а также манитобский марафон в 2003 и 2004 году (среди атлетов моложе 18 лет).
Меган Имри в национальной команде с 2002 года. Они принимала участие в чемпионатах мира среди юношей и девушек в 2004 и 2005 годы, чемпионате мира среди юниоров в 2007 году. Принимала участие в домашних олимпийских играх, где вышла на старт спринта, индивидуальной гонки и эстафеты в составе команды: Меган Имри, Зина Кочер, Розанна Кроуфорд, Мэган Тэнди.
Меган Имри живёт в Кенморе, Альберта и тренируется у Маттиаса Аренса (Matthias Ahrens). Она использует лыжи и ботинки фирмы Salomon, оружие фирмы Anschutz.